# Château de Beynac
Château de Beynac er en borg i kommunen Beynac-et-Cazenac i departemntet Dordogne i Sydvestfrankrig. Borgen er en af de bedst bevarede og bedst kendte i regionen.
Den er opført i middelalderen, og de ældste dele går tilbage til 1100-tallet. Den er anlagt på toppen af en kalkstensklippe på nordbredden af floden Dordogne.

## Baroner af Beynac
- Maynard de Beynac (1115–1124)
- Adhémar of Le Puy (1147–1189)
- Richard Løvehjerte, konge af England (1189–1199)
- Pons I de Beynac (1200–1209)
- Gaillard de Beynac (1238–1272)
- Pons II de Beynac (1251–1300)
- Adhémar II de Beynac (1269–1348)
- Pons III de Beynac ( –1346)
- Boson, Pons de Beynac (1341–1348)
- Pons IV de Beynac (1362–1366)
- Philippe de Beynac ( –1403)
- Pons V de Beynac (1461–1463)
- Jean-Bertrand de Beynac ( –1485)
- Geoffroy I de Beynac ( –1530)
- François de Beynac ( –1537)
- Geoffroy II de Beynac ( –1546)
- Geoffroy III de Beynac
- Guy I de Beynac (1643– )
- Isaac de Beynac
- Guy II de Beynac
- Pierre de Beynac

Familien de Beynac uddøde i 1753 på den mandlige side med Pierre. Han giftede sig med Anne-Marie Boucher i 1727, og de fik to døtre; Julie de Beynac giftede sig med de Castelnau, og Claude-Marie de Beynac giftede sigt med Christophe Marie de Beaumont du Repaire i 1761. The family de Beaumont du Repaire added "Beynac" to its name and took the courtesy title of "marquis de Beaumont-Beynac".